# Samuel Axley Smith

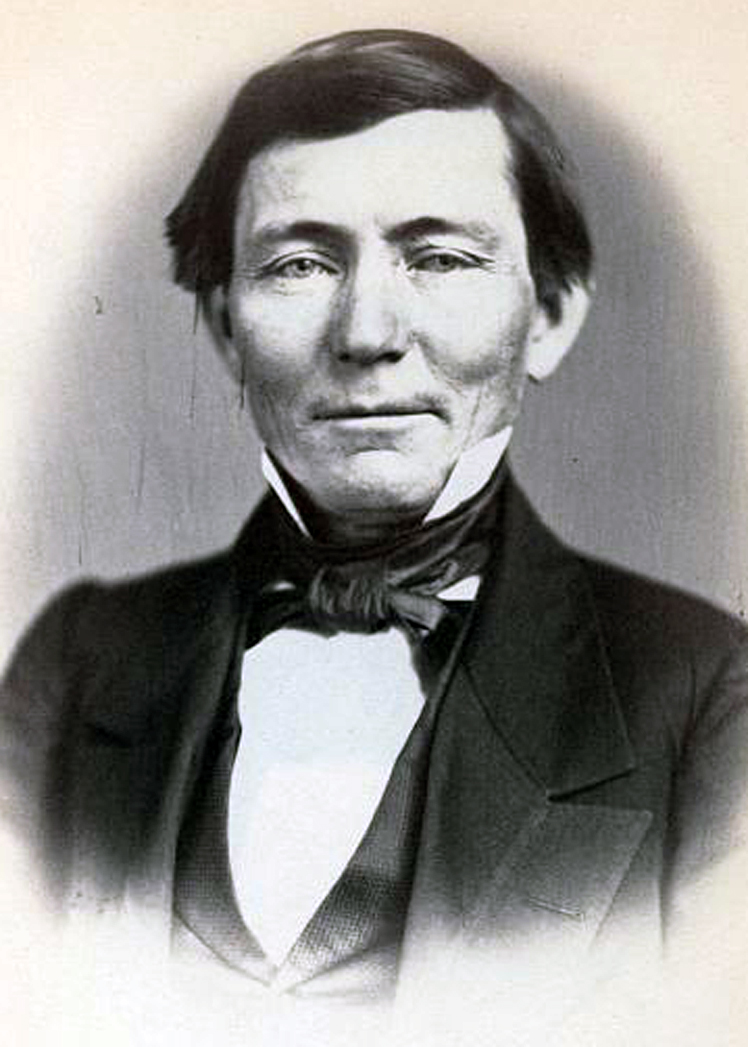
Samuel Axley Smith (1859)

Samuel Axley Smith (* 26. Juni 1822 im Monroe County, Tennessee; † 25. November 1863 in Ladd Springs, Tennessee) war ein US-amerikanischer Politiker. Zwischen 1853 und 1859 vertrat er den Bundesstaat Tennessee im US-Repräsentantenhaus.

## Werdegang
Samuel Smith war nach dem Grundschulbesuch selbst als Lehrer tätig. Nach einem anschließenden Jurastudium und seiner im Jahr 1845 erfolgten Zulassung als Rechtsanwalt begann er in Cleveland im Bradley County in seinem neuen Beruf zu praktizieren. Zwischen 1845 und 1850 war er Bezirksstaatsanwalt. Politisch wurde Smith Mitglied der Demokratischen Partei. Im Jahr 1848 war er Delegierter zur Democratic National Convention in Baltimore, auf der Lewis Cass als Präsidentschaftskandidat nominiert wurde.
Bei den Kongresswahlen des Jahres 1852 wurde Smith im dritten Wahlbezirk von Tennessee in das US-Repräsentantenhaus in Washington, D.C. gewählt, wo er am 4. März 1853 die Nachfolge von William Montgomery Churchwell antrat. Nach zwei Wiederwahlen konnte er bis zum 3. März 1859 drei Legislaturperioden im Kongress absolvieren. Diese waren von den Diskussionen und Ereignissen im Vorfeld des Bürgerkrieges bestimmt. Im Jahr 1858 wurde Smith nicht wiedergewählt.
Nach seinem Ausscheiden aus dem US-Repräsentantenhaus war Smith für kurze Zeit Bundesbeauftragter für das Land Office. Während des Bürgerkrieges wurde er mit der Waffenbeschaffung in Tennessee für die Armee der Konföderation betraut. Er starb am 25. November 1863 in Ladd Springs.